# 薩克森的克萊門斯·文策斯勞斯
薩克森的克萊門斯·文策斯勞斯（德語：Clemens Wenzeslaus von Sachsen，1739年9月28日—1812年7月27日），特里爾大主教，1768年至1803年擔任特里爾選侯。
1812年，克萊門斯·文策斯勞斯於馬克特奧伯多夫去世，享年72歲。